# Agromyza betulae
Agromyza betulae este o specie de muște din genul Agromyza, familia Agromyzidae, descrisă de Mitsuhiro Sasakawa în anul 1961. Conform Catalogue of Life specia Agromyza betulae nu are subspecii cunoscute.